# Gerra Verzasca
Gerra Verzasca (in dialetto ticinese Geira) è una frazione del comune svizzero di Verzasca, nel Canton Ticino (distretto di Locarno).

## Geografia fisica
La frazione, situata quasi in fondo alla valle Verzasca, fino al 2020 comprendeva anche le località di Agarone e Gerra Piano, che si trovano sui fianchi del piano di Magadino e che furono aggregati a Gerra Verzasca nel 1920, rimaste ora al comune di Cugnasco-Gerra dal 2020.

## Storia

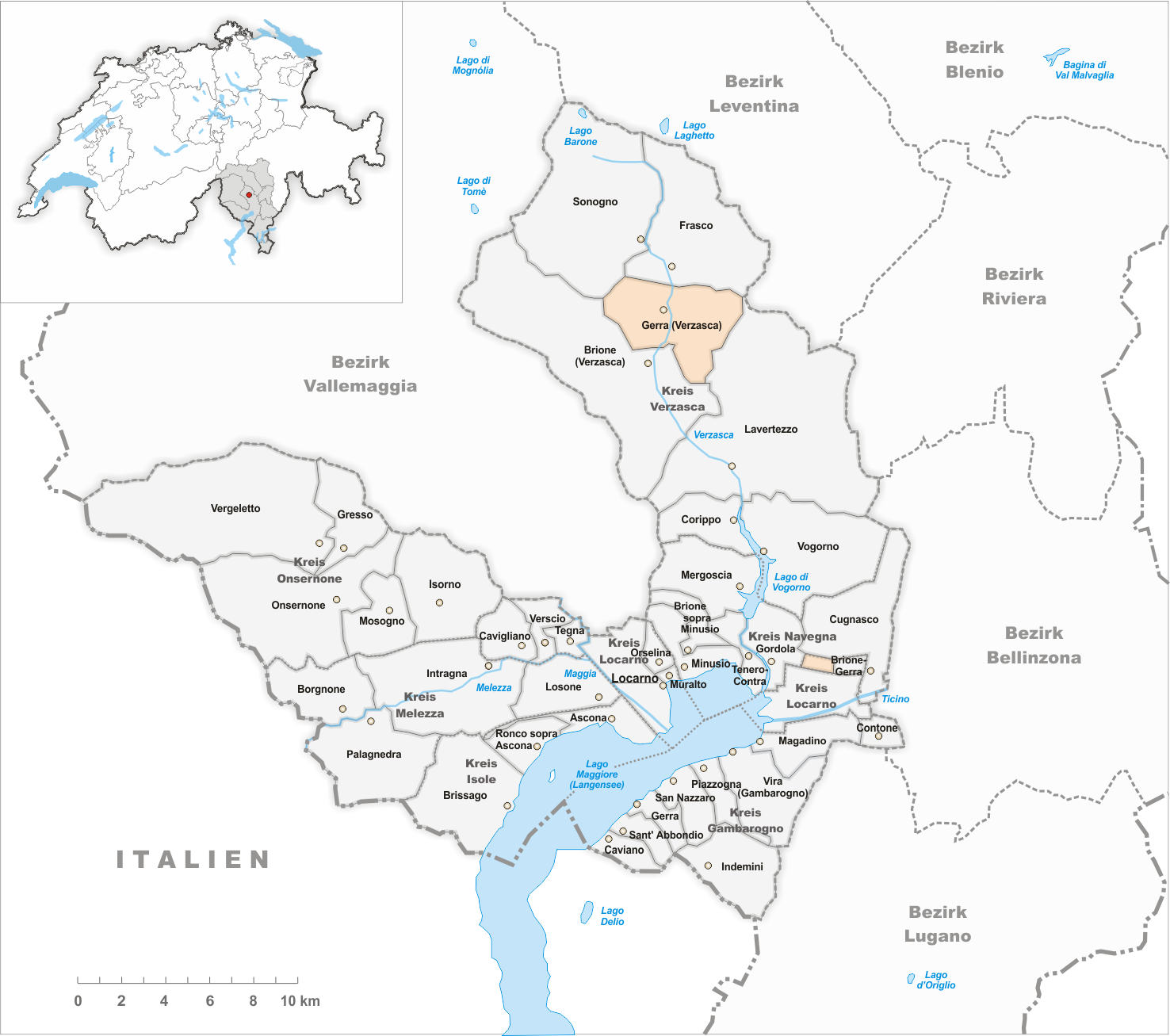
Il territorio del comune di Gerra Verzasca prima degli accorpamenti comunali del 2008

Il nome Gerra indica l'origine alluvionale del territorio, dalla riva ghiaiosa. Fino al 1235 la Verzasca formava un solo Comune che fu poi diviso in Verzasca superiore e inferiore e ulteriormente nelle in singole vicinanze. Gerra era parte della vicinanza di Brione e dal 1803 al 1852 apparteneva al comune di Brione-Gerra che fu sciolto e diviso nel 1852 nei nuovi comuni di Brione Verzasca e Gerra Verzasca e che si estendeva per 16,18 km². Già nel 1742 la Parrocchia di Gerra si era staccata da quella Brione. Gli abitanti di Gerra, come gli altri verzaschesi, cercarono nei secoli di ottenere sbocchi sul Piano di Magadino, nei due nuclei di Gerra Piano e Agarone, che divennero territorio comunale di Gerra solo nel 1920, quando fu soppressa la proprietà promiscua delle Terricciuole amministrata tra Locarno, Minusio e Mergoscia. 
Il 21 aprile 2008 è stato accorpato al comune soppresso di Cugnasco per formare il nuovo comune di Cugnasco-Gerra.
Il 18 ottobre 2020 il comprensorio di valle di Gerra Verzasca è stato staccato da Cugnasco-Gerra e aggregato al nuovo comune di Verzasca.

## Monumenti e luoghi d'interesse
- Chiesa parrocchiale di San Giovanni Evangelista in località Monda[senza fonte], attestata nel XV secolo[1];
- Mulino del XVI secolo[1].

## Società

### Evoluzione demografica
L'evoluzione demografica è riportata nella seguente tabella:
Abitanti censiti

## Amministrazione
Ogni famiglia originaria del luogo faceva parte del cosiddetto comune patriziale e aveva la responsabilità della manutenzione di ogni bene ricadente all'interno dei confini della frazione. Il patriziato si estende su un territorio di circa 12 km² e comprende gli alpeggi di Motto e di Alnasca.